# لينكولن بارك (تكساس)
لينكولن بارك (بالإنجليزية: Lincoln Park, Texas)‏ هي بلدة أمريكية تقع في الولايات المتحدة في مقاطعة دينتون. يقدر عدد سكانها بـ 308 نسمة ومساحتها 0.4 كم2 و وترتفع عن سطح البحر 180 متر.

## التركيبة السكانية
حدّد مكتب تعداد الولايات المتحدة بيانات التركيبة السكانية للينكولن بارك في تعداد الولايات المتحدة. في ما يلي، التركيبة السكانية حسب تعدادي 2000 و2010.

### تعداد عام 2000
بلغ عدد سكان لينكولن بارك 517 نسمة بحسب تعداد عام 2000، وبلغ عدد الأسر 183 أسرة وعدد العائلات 137 عائلة مقيمة في البلدة. في حين سجلت الكثافة السكانية 1,292.5 نسمة لكل كيلومتر مربع (3,347.6/ميل2). وبلغ عدد الوحدات السكنية 202 وحدة بمتوسط كثافة قدره 505 لكل كيلومتر مربع (1,307.9/ميل2).
وتوزع التركيب العرقي للبلدة بنسبة 85.49% من البيض و0.77% من الأمريكيين الأفارقة و1.35% من الأمريكيين الأصليين و0.19% من الأمريكيين ذوي الأصول الآسيوية و11.41% من الأعراق الأخرى و0.77% من عرقين مختلطين أو أكثر و17.41% من الهسبانيون أو اللاتينيون من أي عرق.
بلغ عدد الأسر 183 أسرة كانت نسبة 49.7% منها لديها أطفال تحت سن الثامنة عشر تعيش معهم، وبلغت نسبة الأزواج القاطنين مع بعضهم البعض 56.3% من أصل المجموع الكلي للأسر، ونسبة 10.4% من الأسر كان لديها معيلات من الإناث دون وجود شريك،  بينما كانت نسبة 8.2% من الأسر لديها معيلون من الذكور دون وجود شريكة وكانت نسبة 25.1% من غير العائلات. تألفت نسبة 17.5% من أصل جميع الأسر من عدة أفراد يعيشون في نفس المنزل ونسبة 2.2% كانت تتألف من شخص يعيش بمفرده يبلغ من العمر 65 عاماً أو أكثر. وبلغ متوسط حجم الأسرة المعيشية 2.83، أما متوسط حجم العائلات فبلغ 3.19.
بلغ العمر الوسطي للسكان 26.8 عاماً. وكانت نسبة 29.8% من القاطنين تحت سن الثامنة عشر، وكانت نسبة 15.5% بين الثامنة عشر والرابعة والعشرين عاماً، ونسبة 38.7% كانت واقعةً في الفئة العمرية ما بين الخامسة والعشرين والرابعة والأربعين عاماً، ونسبة 13.3% كانت ما بين الخامسة والأربعين والرابعة والستين، ونسبة 2.7% كانت ضمن فئة الخامسة والستين عاماً فما فوق. يوجد لكل 100 أنثى 97.3 ذكر، ويوجد لكل 100 أنثى في الثامنة عشر من عمرها فما فوق 98.4 ذكر.
بلغ متوسط دخل الأسرة في البلدة 40,000 دولارًا، أما متوسط دخل العائلة فبلغ 41,429 دولارًا. وكان متوسط دخل الذكور 28,750 دولارًا مقابل 23,281 دولارًا للإناث. وسجل دخل الفرد الخاص بالبلدة 13,801 دولارًا. وكانت نسبة 12.3% من العائلات ونسبة 21.3% من السكان تحت خط الفقر، وكان من هؤلاء نسبة 29% تحت سن الثامنة عشر ونسبة 9.1% في الخامسة والستين من العمر وما فوق.

### تعداد عام 2010
بلغ عدد سكان لينكولن بارك 308 نسمة بحسب تعداد عام 2010، وبلغ عدد الأسر 137 أسرة وعدد العائلات 80 عائلة مقيمة في البلدة. في حين سجلت الكثافة السكانية 770 نسمة لكل كيلومتر مربع (1,994.3/ميل2). وبلغ عدد الوحدات السكنية 143 وحدة بمتوسط كثافة قدره 357.5 لكل كيلومتر مربع (925.9/ميل2).
وتوزع التركيب العرقي للبلدة بنسبة 88.64% من البيض و0.97% من الأمريكيين الأفارقة و2.27% من الأمريكيين الأصليين و0.32% من الأمريكيين ذوي الأصول الآسيوية و6.17% من الأعراق الأخرى و1.62% من عرقين مختلطين أو أكثر و12.66% من الهسبانيون أو اللاتينيون من أي عرق.
بلغ عدد الأسر 137 أسرة كانت نسبة 29.2% منها لديها أطفال تحت سن الثامنة عشر تعيش معهم، وبلغت نسبة الأزواج القاطنين مع بعضهم البعض 35% من أصل المجموع الكلي للأسر، ونسبة 16.1% من الأسر كان لديها معيلات من الإناث دون وجود شريك،  بينما كانت نسبة 7.3% من الأسر لديها معيلون من الذكور دون وجود شريكة وكانت نسبة 41.6% من غير العائلات. تألفت نسبة 32.8% من أصل جميع الأسر من عدة أفراد يعيشون في نفس المنزل ونسبة 9.5% كانت تتألف من شخص يعيش بمفرده يبلغ من العمر 65 عاماً أو أكثر. وبلغ متوسط حجم الأسرة المعيشية 2.25، أما متوسط حجم العائلات فبلغ 2.81.
بلغ العمر الوسطي للسكان 39.4 عاماً. وكانت نسبة 22.1% من القاطنين تحت سن الثامنة عشر، وكانت نسبة 7.5% بين الثامنة عشر والرابعة والعشرين عاماً، ونسبة 28.2% كانت واقعةً في الفئة العمرية ما بين الخامسة والعشرين والرابعة والأربعين عاماً، ونسبة 31.2% كانت ما بين الخامسة والأربعين والرابعة والستين، ونسبة 11% كانت ضمن فئة الخامسة والستين عاماً فما فوق. وتوزع التركيب الجنسي للسكان بنسبة 46.8% ذكور و53.2% إناث.